# Médamoud
| U1 | D46 | G43 |

| U1 | D46 | G43 |

Médamoud (Madou en égyptien ancien) est une ville d'Égypte antique à huit kilomètres de Louxor. Elle possède un temple de Montou.
Il y avait plusieurs temples construits par les rois du Moyen Empire, de la Deuxième Période intermédiaire et du Nouvel Empire, mais il ne reste que des inscriptions.
Il subsiste des ruines du temple de Montou, d'Harpocrate et de Raït-Taoui de l'époque grecque et romaine.

## Portes du temple
Les portes du temple de Médamoud sont deux portes monumentales de la phase ptolémaïque du temple de Montou à Médamoud.
Elles ont été fouillées en 1939 par l'archéologue français Alexandre Varille et sont aujourd'hui conservées au Musée des Beaux-Arts de Lyon.
La plus ancienne des deux, la porte de Ptolémée III, n'est que partiellement conservée mais garde des traces de peinture. Ses bas-reliefs suggèrent qu'elle marquait l'entrée d'une salle d'offrandes à l'intérieur du temple.
La porte la plus récente, la porte de Ptolémée IV, a pu être entièrement reconstituée et marquait probablement l'une des entrées principales du temple.